# Kompania graniczna KOP „Szrubiszki”
Kompania graniczna KOP „Szrubiszki” – pododdział graniczny Korpusu Ochrony Pogranicza pełniący służbę ochronną na granicy polsko-litewskiej.

## Formowanie i zmiany organizacyjne
Na podstawie rozporządzenie Ministra Spraw Wewnętrznych nr 1099 ze stycznia 1926, w trzecim etapie organizacji Korpusu Ochrony Pogranicza, sformowano 21 batalion graniczny , a w jego składzie 3 kompanię graniczną KOP. W listopadzie 1936 kompania liczyła 2 oficerów, 9 podoficerów, 5 nadterminowych i 78 żołnierzy służby zasadniczej.
W 1934 3 kompania graniczna KOP „Szrubiszki” podlegała dowódcy batalionu KOP „Niemenczyn”.
W 1939 2 kompania graniczna KOP „Szrubiszki” podlegała dowódcy batalionu KOP „Niemenczyn”.

## Służba graniczna
Podstawową jednostką taktyczną Korpusu Ochrony Pogranicza przeznaczoną do pełnienia służby ochronnej był batalion graniczny. Odcinek batalionu dzielił się na pododcinki kompanii, a te z kolei na pododcinki strażnic, które były „zasadniczymi jednostkami pełniącymi służbę ochronną”, w sile półplutonu. Służba ochronna pełniona była systemem zmiennym, polegającym na stałym patrolowaniu strefy nadgranicznej i tyłowej, wystawianiu posterunków alarmowych, obserwacyjnych i kontrolnych stałych, patrolowaniu i organizowaniu zasadzek w miejscach rozpoznanych jako niebezpieczne, kontrolowaniu dokumentów i zatrzymywaniu osób podejrzanych, a także utrzymywaniu ścisłej łączności między oddziałami i władzami administracyjnymi. Miejscowość, w którym stacjonowała kompania graniczna, posiadała status garnizonu Korpusu Ochrony Pogranicza.
2 kompania graniczna „Szrubiszki” w 1934 ochraniała odcinek granicy państwowej szerokości 43 kilometrów 380 metrów.
Sąsiednie kompanie graniczne:
- 3 kompania graniczna KOP „Plekiszki” ⇔ 1 kompania graniczna KOP „Orniany” – 1929[6], 1932[7]
- 3 kompania graniczna KOP „Gudulin” ⇔ 1 kompania graniczna KOP „Orniany” – 1934[8]
- 3 kompania graniczna KOP „Mejszagoła” ⇔ 1 kompania graniczna KOP „Orniany” – 1938[9]

## Struktura organizacyjna

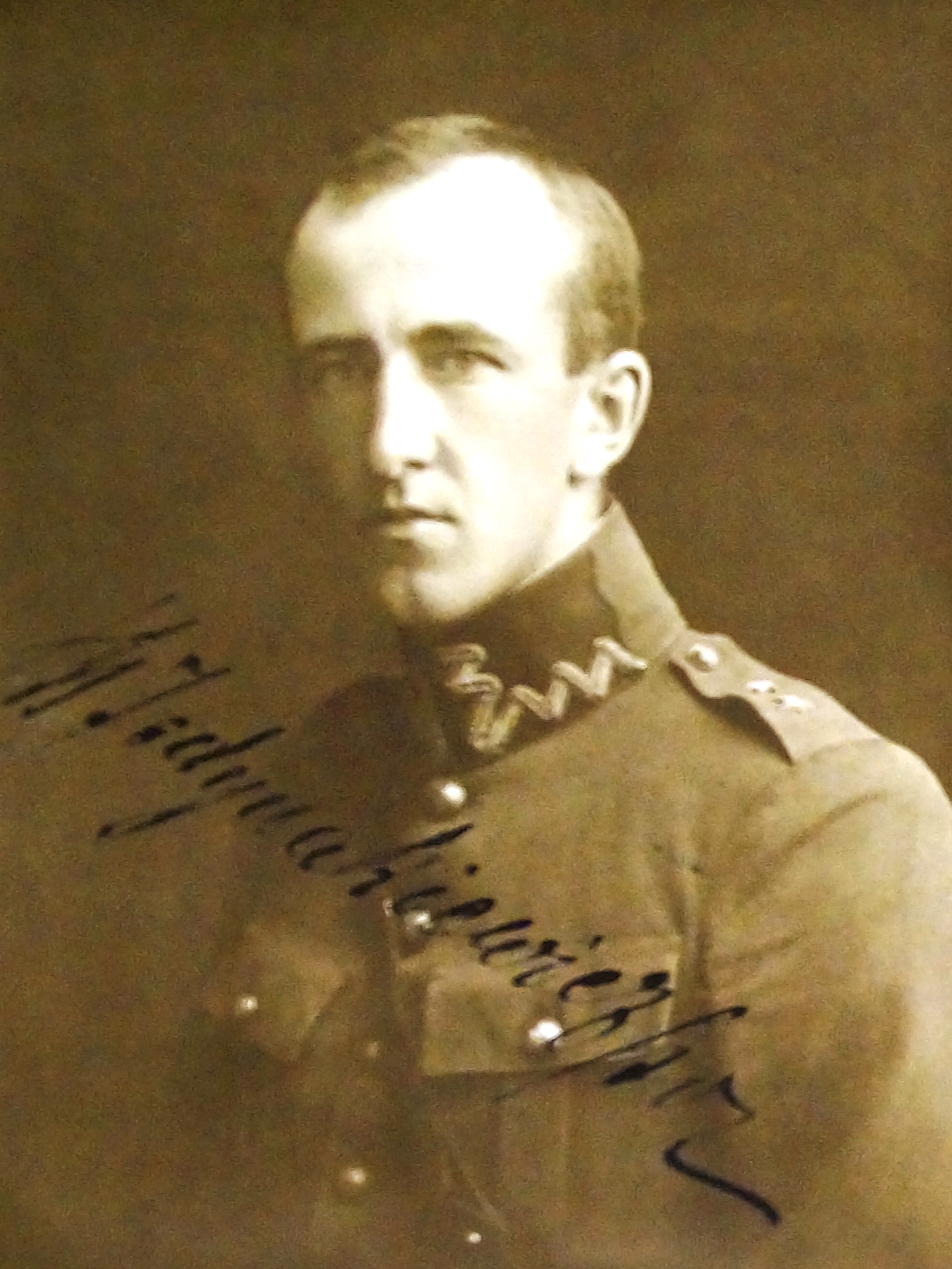
Wiktor Jedynakiewicz

Strażnice kompanii w latach 1929
- strażnica KOP „Romaszkańce”
- strażnica KOP „Olany”
- strażnica KOP „Pustyłki”
- strażnica KOP „Gawejki”

Strażnice kompanii w latach 1932 – 1939
- strażnica KOP „Romaszkańce”[c]
- strażnica KOP „Olany”[d] (kolonia)
- strażnica KOP „Pustyłki”[e]
- strażnica KOP „Gawejki”[f]
- strażnica KOP „Unkszta”[g]

## Dowódcy kompanii
- kpt. Henryk König (był 31 X 1929 − 17 IV 1930 → przeniesiony do 29 pp[10][11] )
- kpt. Wiktor Jedynakiewicz (31 III 1930 − 13 III 1934 → przeniesiony do PKU Piotrków)[11]
- kpt. Roman Wójcicki (5 VII 1934 −)[11]
- kpt. Florian Domżała[h] (- 1939)